# Florent Bohez
Florent Bohez (ur. 19 stycznia 1941) – belgijski piłkarz grający na pozycji napastnika. Był reprezentantem Belgii.

## Kariera klubowa
Całą swoją karierę Bohez spędził w klubie Royal Antwerp FC, w barwach którego zadebiutował w sezonie 1959/1960 w pierwszej lidze belgijskiej i grał w nim do 1973 roku. Wraz z Royalem wywalczył wicemistrzostwo Belgii w sezonie 1962/1963.
| Sezon   | Klub             | Kraj   | Rozgrywki  | Mecze | Gole |
| ------- | ---------------- | ------ | ---------- | ----- | ---- |
| 1959/60 | Royal Antwerp FC | Belgia | Division 1 | 4     | 0    |
| 1960/61 | Royal Antwerp FC | Belgia | Division 1 | 0     | 0    |
| 1961/62 | Royal Antwerp FC | Belgia | Division 1 | 21    | 15   |
| 1962/63 | Royal Antwerp FC | Belgia | Division 1 | 29    | 16   |
| 1963/64 | Royal Antwerp FC | Belgia | Division 1 | 30    | 14   |
| 1964/65 | Royal Antwerp FC | Belgia | Division 1 | 23    | 6    |
| 1965/66 | Royal Antwerp FC | Belgia | Division 1 | 27    | 7    |
| 1966/67 | Royal Antwerp FC | Belgia | Division 1 | 30    | 1    |
| 1967/68 | Royal Antwerp FC | Belgia | Division 1 | 28    | 4    |
| 1968/69 | Royal Antwerp FC | Belgia | Division 2 | 27    | 1    |
| 1969/70 | Royal Antwerp FC | Belgia | Division 2 | 30    | 2    |
| 1970/71 | Royal Antwerp FC | Belgia | Division 1 | 15    | 2    |
| 1971/72 | Royal Antwerp FC | Belgia | Division 1 | 2     | 0    |
| 1972/73 | Royal Antwerp FC | Belgia | Division 1 | 5     | 0    |

## Kariera reprezentacyjna
W reprezentacji Belgii Bohez zadebiutował 19 marca 1967 w wygranym 5:0 meczu eliminacji do Euro 68 z Luksemburgiem, rozegranym w Luksemburgu. W kadrze narodowej rozegrał 3 mecze, wszystkie w 1967.